# Give a Little Bit
Give a Little Bit és una cançó del grup britànic Supertramp publicada en l'àlbum d'estudi Even in the Quietest Moments el 1977. Composta per Roger Hodgson, va ser publicada com el primer senzill de l'àlbum i es va convertir en un notable èxit del grup a l'aconseguir el lloc número quinze de la llista nord-americana Billboard Hot 100 i el vint-i-nou al UK Singles Chart.
Els crèdits de la cançó estan signats per Rick Davies i Roger Hodgson, igual que totes les composicions del grup entre 1974 i 1983, moment en què Hodgson va abandonar la banda. La cançó es caracteritza per l'ús d'una guitarra electro acústica de 12 cordes a la qual es suma un clarinet en el pont de la cançó. Hodgson va declarar que la va escriure inspirant-se en "All You Need Is Love" de The Beatles.

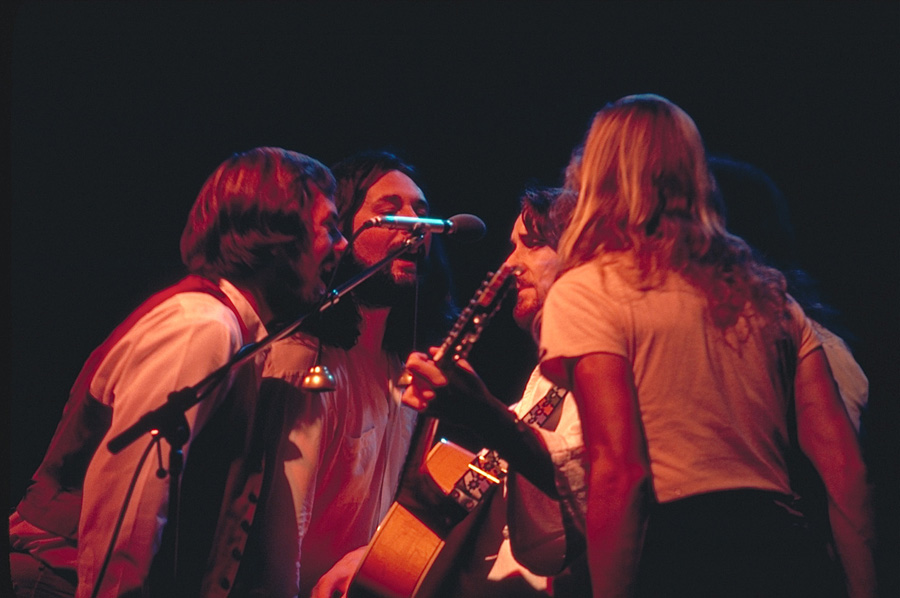
1980.Concert de la gira Breakfast In America

Hodgson ha dit sobre la cançó: "En si mateixa és un missatge tan pur i senzill que crec que és especialment encara més potent avui dia quan el món té més problemes i encara és més difícil de vegades ser compassiu i carinyós perquè hem de plantejar-nos totes aquestes barreres per sobreviure, és una cançó que realment inspira a la gent a donar una mica, a no donar-ne moltes, simplement a donar una mica i a veure que sent al demostrar el que t'importa, i cada vegada que la toco en un concert, miro cap a fora i la gent comença a somriure de seguida i, de vegades, s'abracen mútuament i comencen a cantar amb mi. És una cançó molt unificadora amb un missatge bonic i senzill del qual estic molt orgullós i realment gaudeixo tocant-la".

## Història
Hodgson la va escriure quan era un adolescent, però no la va enregistrar fins molt després. Van ser uns cinc anys entre quan va escriure la cançó i quan la va portar a la banda. Tal com va explicar: "Crec que és una gran cançó. No em vaig adonar quan la vaig escriure per primera vegada. De fet, em van portar sis anys fins que la vaig presentar a la banda. Però la vaig escriure, crec que pels volts del 1970. Aquella època, a finals dels anys 60, principis dels 70, era una època molt idealista, esperançadora, amb molta pau i amor i el somni dels anys 60 era encara molt viu i madur, si Els Beatles havien publicat "All You Need Is Love" un any abans. Creia en l'amor, sempre per amor, i només sentia que això era el més important de la vida."
Bob Siebenberg, bateria de Supertramp, al descriure l'origen de la canço va exlpicar que "Roger havia estat treballant a Malibú (Califòrnia) durant força temps en aquesta melodia. Vaig escoltar la cançó en habitacions d'hotel i llocs com aquests. Tenia la cançó en una petita cinta quan em vaig unir per primera vegada al grup, així que estava familiaritzat amb la melodia. Vam provar diverses coses sobre la bateria i em va semblar adequat acompanyar-la amb la caixa ... donant-li una cosa així com el batec d'un tren. Així que està tot a la caixa i al bombo, sense cap afegit d'estudi ni res per l'estil".
"Give a Little Bit" estava en la llista original de cançons per a incloure-la en l'àlbum en directe "Paris", però la cançó va ser eliminada perquè els membres del grup no van trobar una presa de prou qualitat. Després que Hodgson abandonés el grup, la va incloure en el seu repertori durant les seves gires en solitari. La cançó també va ser interpretada durant la gira amb Ringo Starr & His All-Starr Band el 2001. L'1 de juliol de 2007, Hodgson la va interpretar en el Concert for Diana organitzat a Londres en homenatge a Diana de Gal·les al Wembley Stadium A la princesa Diana li encantava la cançó, i Hodgson va declarar "Estava trist perque mai l'haguès pogut tocar mentre estava viva, però estava molt, molt feliç que els prínceps em convidessin a tocar-la en honor seu deu anys després de la seva mort i, en realitat, estava molt nerviós i tenia laringitis, i la veu se'm va esquerdar algunes vegades, però va ser molt meravellós quan el públic es va posar dempeus, i la prínceps també. Va ser un moment màgic.
Tot i la marxa de Hodgson, la formació liderada per Rick Davies també va incloure la cançó en el repertori dels seus concerts el 2002 i el 2010, interpretada per Jesse Siebenberg, fill del bateria.

## Versions
Es va utilitzar en els anuncis publicitaris de The Gap durant la temporada de Nadal del 2001. Els llocs representaven diferents cantants que interpretaven la cançó amb el mateix missatge: compra moltes coses. Alguns dels artistes que la van representar en els anuncis van ser Robbie Robertson, Sheryl Crow, Liz Phair, Dwight Yoakam i Shaggy.
S'ha adoptat com a cançó temàtica per ajudar a recaptar fons per a moltes causes benèfiques. Hodgson rep moltes sol·licituds per utilitzar-la i en va cedir els drets d'autor: "Estic molt, molt feliç de prestar-la a qualsevol recaptació de fons o per alleujament de desastres. Per l'huracà Katrina, es va utilitzar molt i per al tsunami també i per a moltes altres, per la qual cosa és molt meravellós tenir una cançó que es pot utilitzar d'aquesta manera. Molt gratificant."
El 2004, els Goo Goo Dolls van versionar la cançó, llançant-la com a senzill. Va arribar al número 37 dels Billboard Hot 100 al febrer de 2005. Primer la van versionar (parcialment) el 2001, quan Johnny Rzeznik el guitarrista i vocalista va aparèixer a l'anunci de The Gap cantant la cançó juntament amb altres artistes. La cançó va obrir l'àlbum en directe Live in Buffalo: el 4 de juliol del 2004 i més tard va aparèixer com a cançó del seu àlbum d'èxit Let Love In. El maig del 2006, la seva versió de "Give a Little Bit" va ser honorada per la American Society of Composers Authors, and Publishers (ASCAP) en reconeixement de ser una de les cançons més tocades del repertori ASCAP del 2005.

## Posició en les llistes
| Llista                     | Posició |
| -------------------------- | ------- |
| UK Singles Chart           | 29      |
| Dutch GfK charts           | 2       |
| Dutch Top 40               | 2       |
| German Singles Chart       | 29      |
| Norwegian Singles Chart    | 9       |
| U.S. Billboard Pop Singles | 15      |

## Músics
- Roger Hodgson: veu principal i veu de suport, guitarra electro-acústica de 12 cordes.
- Rick Davies: veus de suport.
- John Helliwell: saxofó alt, maraques i pandereta.
- Dougie Thomson: baix.
- Bob Siebenberg: bateria.